# جوهانس إيغينز
جوهانس إيغينز هو قانوني ومحامي ودبلوماسي وسياسي نرويجي، ولد في 31 يوليو 1869 في آوس في النرويج، وتوفي في 29 ديسمبر 1939 في أوسلو في النرويج. نشط حزبياً في حزب المحافظين. وقد انتخب وزير الخارجية في النرويج (2 فبراير 1910 – 30 يناير 1913).